# Giovanni Cecchin
Giovanni Cecchin (Marostica, 16 ottobre 1894 – Monte Ortigara, 19 giugno 1917) è stato un militare italiano, decorato di medaglia d'oro al valor militare alla memoria nel corso della prima guerra mondiale.

## Biografia
Nacque a Marostica, provincia di Vicenza, il 16 ottobre 1894, figlio di Matteo e Caterina Tulisso. Conseguito il diploma di ragioniere presso l'Istituto tecnico di Padova iniziò a lavorare presso l'industria del padre a Marostica, specializzando all'estero nello studio delle lingue straniere. Alla fine del 1914 fu chiamato a prestare servizio militare di leva nel Regio Esercito frequentando il corso per allievi ufficiali di complemento presso il 7º Reggimento alpini. Nominato sottotenente di complemento nel luglio 1915, a guerra con l'Impero austro-ungarico già iniziata, fu destinato in servizio al 6º Reggimento alpini che raggiunse in zona di operazioni venendo assegnato al Battaglione alpini "Sette Comuni". Il 16 giugno 1916 si distinse in combattimento a Monte Castelloni di San Marco, venendo decorato con una prima medaglia d'argento al valor militare nel corso della battaglia degli Altipiani. Il 26 giugno fu insignito della seconda medaglia d'argento al valor militare a Cima Caldiera, guidando il suo plotone alla conquista di una posizione nemica sotto il fuoco avversario e percorrendo allo scoperto un terreno impervio. Nel mese di luglio fu ferito e venne ricoverato per un certo tempo in ospedale, ritornando al suo battaglione ancora in convalescenza. Promosso tenente assunse il comando della 94ª Compagnia. Il 10 giugno 1917 prese parte all'inizio della battaglia del monte Ortigara attaccando le posizioni nemiche di quota 1105 con la sua compagnia in testa alla prima ondata d'assalto. Per questa azione fu proposto per la promozione a capitano per merito di guerra. Il 19 giugno, sulla cima del Monte Ortigara, rimase ferito gravemente in combattimento da una scheggia di granata e fu trasportato presso l'ospedaletto da campo n.115 dove si spense serenamente. Con Decreto Luogotenenziale del 5 maggio 1918 fu insignito della medaglia d'oro al valor militare alla memoria. La salma fu poi tumulata nel Tempio ossario di Bassano del Grappa, e gli è stato intitolato Rifugio sul Monte Lozze di proprietà della Sezione dell'Associazione Nazionale Alpini di Marostica.

### Fonti
1. 1 2 3 4 5 6 7  Combattenti Liberazione.
2. 1 2  Carolei, Greganti, Modica 1968, p. 80.
3. ↑  Bianchi, Cattaneo 2011, p. 138.
4. 1 2 3 4 5  Bianchi, Cattaneo 2011, p. 139.
5. ↑   CECCHIN Giovanni, Medaglia d'oro al valor militare, su quirinale.it.